# Kommunale Selbstverwaltung in Portugal
Die Kommunale Selbstverwaltung in Portugal wird von den als Autarquias Locais bezeichneten Gebietskörperschaften wahrgenommen. Nach der portugiesischen Verfassung von 1976 werden die Autarquias Locais als elementare Bestandteile der Demokratie definiert und als Gebietskörperschaften (pessoas colectivas territoriais) anerkannt (Art. 235).
Der Verfassung nach bestehen die Autarquias Locais aus Municípios (Kreise) und ihren untergliederten  Freguesias (Gemeinden) in Kontinentalportugal, darüber hinaus aus Regiões Administrativas (Verwaltungsregionen), die bislang aber nicht eingerichtet wurden.
Die auf der dritten Ebene der Verwaltungsgliederung Portugals vorhandenen Distrikte, die in ihrer Funktion mit deutschen Regierungsbezirken vergleichbar sind, sind Einrichtungen der Zentralregierung ohne eigene Rechtsfähigkeit. Die Befugnisse und Zuständigkeiten der Autarquias Locais werden durch Gesetz festgelegt. Die Autarquias Locais haben nach Maßgabe gesetzlicher Regelung ein eigenes Besteuerungsrecht. Ihre Organisation besteht aus einer ratgebenden Versammlung sowie einer Exekutive, die beide durch eigene Wahlen zustande kommen. Das Organ der Freguesias ist die Junta da Freguesia, das der Municípios die Câmara Municipal.

## Kommunale und regionale Einteilung in Portugal
Die Europäische Charta  der kommunalen Selbstverwaltung wurde 1990 vom Parlament anerkannt. Im Rahmen der zur Klassifizierung der räumlichen Bezugseinheiten der Amtlichen Statistik in den Mitgliedsländern der Europäischen Union eingerichteten NUTS (Systematik der Gebietseinheiten für die Statistik) hat Portugal die Freguesias der Kategorie LAU  2 (Local administrative unit) (Gemeinden) und die Municípios der Kategorie LAU 1 (Gemeindeverbände) zugeordnet. Ursprünglich nur zu statistischen Zwecke wurden Municípios zu 30 Subregionen (einschließlich der Autonomen Regionen von Madeira und der Azoren) zusammengefasst und der Stufe NUTS III, sieben aus den Subregionen gebildete Regionen der Stufe NUTS II und das Festland sowie die beiden autonomen Regionen Madeira und Azoren der Stufe NUTS I zugeordnet. Aufgrund eines Gesetzes vom 27. August 2008 können die Municípios der Subregionen (NUTS III) Comunidades Intermunicipais, abgekürzt CIM, Verbände allgemeinen Zweckes (associações de municípios de fins múltiplos) bilden. Solche Zweckverbände können Municípios auch zur gemeinsamen Verfolgung bestimmter festgelegter Zwecke gründen. Die Verbände sind eigene Körperschaften des öffentlichen Rechts, denen ein Rat beigegeben ist, in den die Munizipalversammlungen der Mitgliedsmunicípios Vertreter entsenden. Die nach Gesetzen aus dem Jahre 2003 vorgesehene Verwaltungsgliederung der Municípios in Grandes Áreas Metropolitanas (GAM) und Comunidades Urbanas (ComUrb) wurde wieder aufgehoben. Diese Einteilung war bislang nur vereinzelt durchgeführt worden. Die aufgrund dieser Gesetze als GAM entstandenen Verbände von Grande Lisboa e da Península de Setúbal sowie von Grande Porto e de Entre-Douro e Vouga wurden gesondert in eine Área Metropolitana nach neuem Recht überführt.

## Zuständigkeiten
Die Verteilung der Aufgaben sowie Zuständigkeiten der Autarquias Locais ist durch Gesetz  festgelegt.  Dabei geht das Gesetz vom Grundsatz der Subsidiarität aus. Die Municípios sind u. a. zuständig für Energie, das Transportwesen, Erziehung, Denkmalwesen, Kultur und Wissenschaft, Sport- und Freizeit, Wohnungswesen, Zivilschutz, Konsumentenschutz, Hygiene und Gesundheitswesen, grundsätzlicher Umweltschutz, Entwässerung, Reinigung- und Müllwesen, die munizipale Polizei und den Brandschutz. Die Municípios sind auch zuständig für das Bau- und Bauplanungswesen und stellen mit dem Plano Director Municipal (PDM) nach deutschem Recht vergleichbare Flächennutzungspläne auf. Auch die Zuständigkeiten der Freguesias sind wiederum überwiegend konkurrierend, aber auf ihr Gemeindegebiet bezogen, wie bei dem Schulwesen, der Kultur und dem Sport, dem Zivilschutz; grundsätzlich sind sie auch zuständig für die öffentliche Versorgung, Fragen des örtlichen Umweltschutzes und die medizinische Notversorgung. Durch Vereinbarungen zwischen einer Freguesia und dem Município können einer Gemeinde Aufgaben aus der munizipalen Zuständigkeit übertragen werden. Kreisfreie Städte, die in Deutschland auch die Zuständigkeiten der Landratsämter übernehmen, gibt es nicht. Das Gesetz geht auch nicht davon aus, dass Zuständigkeiten nur zur Ausführung übertragen werden, wie bei der Auftragsverwaltung durch Landratsämter. Portugal kennt aber weite Bereiche der unmittelbaren staatlichen Verwaltung, bei denen eigene zumeist, aber nicht immer am Sitz des Municípios angesiedelte örtliche Behörden als untere Abteilungen der Fachministerien handeln, wie z. B. in der Arbeits- und Sozialverwaltung, dem Zivilstandswesen, der Justizverwaltung und im Registerwesen, dem Ausländerwesen, beim Straßenbau, dem Verkehrs- und Kraftfahrzeugwesen und der Finanzverwaltung. Insoweit fehlt den Municípios jegliche Zuständigkeit. Jedoch können die Municípios mit der staatlichen Zentralverwaltung Vereinbarungen über Abgrenzungen oder auch über gemeinsam zu erfüllende Aufgaben treffen.

## Staatliche Aufsicht
Die  Einhaltung der Gesetze und ihrer Ausführungsvorschriften durch die Autarquias Locais wird von der Regierung durch ihre jeweils zuständigen Ministerien überwacht. Dabei handelt es sich um eine Rechtsaufsicht, die im Wege der Inspektion, Befragung oder Durchführung einer förmlichen Untersuchung ausgeübt wird.  Im Rahmen dieser Aufsicht können die Mandatsträger der Autarquias Locais auch ihrer Ämter enthoben oder die Organe aufgelöst werden.
Für die gesetzlich aufgrund der Subsidiarität den Autarquias Locais übertragenen staatlichen Verwaltungsaufgaben werden ihnen im Rahmen des Staatshaushalts die erforderlichen Mittel zugewiesen, deren Verwendung ebenfalls von der Regierung überwacht wird. In den Haushaltsgesetzen können auch Regelungen zu den Zuständigkeiten und ihrer Wahrnehmung erlassen werden.
Zur Beratung und Unterstützung ist den Autarquias Locais die beim Ministerrat angesiedelte Generaldirektion der Autarquias Locais (Direcção Geral das Autarquias Locais) beigegeben, die vor allem in Enteignungsverfahren auch eine Rechts- und Fachaufsicht ausübt.

## Cidades und Vilas
Die Freguesias können sich nach Maßgabe des Gesetzes Nr. 11/82 entweder zu Vilas oder zu Cidades qualifizieren. Mit Vila sind Kleinstädte, mit Cidade größere Städte gemeint. Die Ernennung erfolgt durch das Parlament, mit ihr ist keine Veränderung in der Verwaltung oder in den  Zuständigkeiten verbunden. Die Städte bleiben ihrer Rechtsnatur nach Freguesias.
Zu einer Vila kann nach Art. 12 des Gesetzes Nr. 11/82 eine Gemeinde ernannt werden, wenn in ihr mindestens 3000 wahlberechtigte Personen wohnen und bestimmte Grundanforderungen an ihre Infrastruktur erfüllt werden (wie ärztliche Versorgung, Apotheke, Sozialeinrichtungen, öffentliche Transporteinrichtungen, Post, Geschäfte, Hotels und Banken), wobei es ausreicht, wenn die Gemeinde über mindestens die Hälfte der genannten Einrichtungen verfügt.
Cidade kann eine Stadt nach Art. 13 des Gesetzes Nr. 11/82 werden, die mehr als 8000 wahlberechtigte Einwohner hat und neben den zuvor genannten noch über weitere Einrichtungen der Infrastruktur verfügt, wie Krankenhaus, Feuerwehr, Kino und Kulturzentrum, Museum und Bibliothek, Grund- und weiterführende Schulen sowie öffentliche Parks und Gärten, wobei es auch hier ausreicht, wenn die Stadt mindestens die Hälfte der genannten Einrichtungen besitzt.
Aus wichtigen Gründen der historischen, kulturellen oder architektonischen Bedeutung kann nach Art. 14 des Gesetzes Nr. 11/82 von einzelnen der vorgenannten Anforderungen abgewichen werden, wovon in der Praxis vor allem bei den Cidades in der Zeit nach 1974 hinsichtlich der Mindestzahl der Wahlberechtigten Gebrauch gemacht wurde.
Es besteht die Praxis, dass auch mehrere Freguesias (Gemeinden) zu einer Cidade (zum Beispiel Agualva-Cacém) oder einer Vila (zum Beispiel Aljubarrota) ernannt werden. Auch in diesem Fall kommt der Cidade oder Vila keine eigene Rechtspersönlichkeit zu, wie sie auch keine eigene Verwaltung oder kein besonderes Organ als Vertreter hat.
In Portugal gibt es 156 Cidades und 572 Vilas (2010).